# Psammobatis rudis
Psammobatis rudis is een vissoort uit de familie van de Arhynchobatidae. De wetenschappelijke naam van de soort is voor het eerst geldig gepubliceerd in 1870 door Günther.